# NXT Stand & Deliver (2024)
Pour les articles homonymes, voir Stand & Deliver.
L'édition 2024 de Stand & Deliver est un Premium Live Event de catch (lutte professionnelle) produit par la World Wrestling Entertainment, une fédération de catch américaine qui est télédiffusée et visible en paiement à la séance sur le WWE Network. Cet événement met en avant les Superstars de NXT, le club-école de la compagnie. Il a eu lieu le 6 avril 2024 au Wells Fargo Center à Philadelphie (Pennsylvanie). Il s'agit de la quatrième édition de Stand & Deliver. Ce PLE aura lieu le même jour que WrestleMania XL.

## Contexte
Les spectacles de la World Wrestling Entertainment (WWE) sont constitués de matchs aux résultats prédéterminés par les scénaristes de la WWE. Ces rencontres sont justifiées par des storylines – une rivalité avec un catcheur, la plupart du temps – ou par des qualifications survenues dans les shows de la WWE telles que Raw, SmackDown et NXT. Tous les catcheurs possèdent une gimmick, c'est-à-dire qu'ils incarnent un personnage gentil (Face) ou méchant (Heel), qui évolue au fil des rencontres. Un événement comme Stand & Deliver est donc un événement tournant pour les différentes storylines en cours,.

## Tableau des matchs
| Ordre par numéros | Résultat | Stipulation(s)                                              | Temps |
| --- | --- | ----------------------------------------------------------- | ----- |
| 1P | Joe Gacy bat Shawn Spears | Match simple                                                | 9:04  |
| 2 | The Wolf Dogs (Baron Corbin et Bron Breakker) (c) bat Axiom et Nathan Frazer                                                           | Tag Team match pour les NXT Tag Team Championship           | 11:22 |
| 3 | Oba Femi (c) bat Dijak et Josh Briggs                                                                                                  | Triple Threat match pour le NXT North American Championship | 15:00 |
| 4 | Thea Hail, Fallon Henley et Kelani Jordan (avec Chase U) battent Izzi Dame, Kiana James et Jacy Jayne (avec Jazmyn Nyx) par soumission | 6-Women Tag Team match                                      | 11:41 |
| 5 | Roxanne Perez bat Lyra Valkyria (c) (avec Tatum Paxley)                                                                                | Match simple pour le NXT Women's Championship               | 16:19 |
| 6 | Ilja Dragunov (c) bat Tony D'Angelo (avec The D'Angelo Family)                                                                         | Match simple pour le NXT Championship                       | 17:06 |
| 7 | Trick Williams bat Carmelo Hayes | Match simple                                                | 14:47 |
| La lettre C placée entre parenthèses désigne la personne ou l’équipe championne en titre. P – indique que le match a eu lieu lors du pré-show | |                                                             |       |